# Alone Together (serial telewizyjny)
Alone Together – amerykański serial telewizyjny (komedia) wyprodukowany przez The Lonely Island, którego pomysłodawcami są Benji Aflalo, Esther Povitsky oraz Eben Russell. Serial był emitowany od 3 stycznia 2018 roku do 29 sierpnia 2018 roku przez Freeform.
Na początku listopada 2018 roku, stacja Freeform ogłosiła zakończenie produkcji serialu po dwóch sezonach
.
Serial opowiada o dziwnej przyjaźni Esther i Benji, którzy muszą odnaleźć się w Los Angeles.

## Obsada

### Główna
- Esther Povitsky jako Esther[4]
- Benji Aflalo jako Benji[4]

## Odcinki
| Sezon | Odcinki | Oryginalna emisja w Freeform | Oryginalna emisja w Freeform |
| Sezon | Odcinki | Premiera sezonu              | Finał sezonu                 |
| ----- | ------- | ---------------------------- | ---------------------------- |
| 1     | 10      | 10 stycznia 2018             | 21 marca 2018                |
| 2     | 10      | 25 lipca 2018                | 29 sierpnia 2018             |

### Sezon 1 (2018)
| Nr | #  | Tytuł               | Reżyseria           | Scenariusz                                  | Premiera Freeform |
| -- | -- | ------------------- | ------------------- | ------------------------------------------- | ----------------- |
| 1  | 1  | Pilot               | Daniel Gray Longino | Benji Aflalo, Esther Povitsky, Eben Russell | 10 stycznia 2018  |
| 2  | 2  | Road Trip           | Todd Biermann       | Hunter Covington                            | 17 stycznia 2018  |
| 3  | 3  | Fertility           | Betsy Thomas        | Amy Hubbs                                   | 24 stycznia 2018  |
| 4  | 4  | Pop Up              | Kat Coiro           | Sarah Peters                                | 31 stycznia 2018  |
| 5  | 5  | Dean Girls          | Tamra Davis         | Caroline Goldfarb                           | 7 lutego 2018     |
| 6  | 6  | Dinner Party        | Lauren Palmigiano   | Mason Flink                                 | 14 lutego 2018    |
| 7  | 7  | The Big One         | Kat Coiro           | Eben Russell                                | 28 lutego 2018    |
| 8  | 8  | Sleepover           | Tamra Davis         | Esther Povitsky                             | 7 marca 2018      |
| 9  | 9  | Music Video         | Amy York Rubin      | Eben Russell, Dan Bailey                    | 14 marca 2018     |
| 10 | 10 | Property Management | Tamra Davis         | Benji Aflalo                                | 21 marca 2018     |

### Sezon 2 (2018)
| Nr | #  | Tytuł         | Reżyseria    | Scenariusz              | Premiera Freeform |
| -- | -- | ------------- | ------------ | ----------------------- | ----------------- |
| 11 | 1  | Crypto        | Ryan McFaul  | Paul Mather             | 1 sierpnia 2018   |
| 12 | 2  | Pootie        | Jay Karas    | Alex Blagg              | 1 sierpnia 2018   |
| 13 | 3  | Nurse Esther  | Tamra Davis  | Amy Hubbs               | 8 sierpnia 2018   |
| 14 | 4  | Murder House  | Jay Karas    | Esther Povitsky         | 8 sierpnia 2018   |
| 15 | 5  | Daypassers    | Tamra Davis  | Eben Russell            | 15 sierpnia 2018  |
| 16 | 6  | A Drama Story | Ryan McFaul  | Shelly Gossman          | 15 sierpnia 2018  |
| 17 | 7  | Mom           | Sam Bailey   | Ali Kinney              | 22 sierpnia 2018  |
| 18 | 8  | Dog Awards    | Erin Ehrlich | Caroline Goldfarb       | 22 sierpnia 2018  |
| 19 | 9  | Flashback     | Erin Ehrlich | Benji Aflalo            | 29 sierpnia 2018  |
| 20 | 10 | Big Bear      | Sam Bailey   | Dan Bailey & Sam Clarke | 29 sierpnia 2018  |

## Produkcja
Na początku lipca 2016 roku stacja Freeform zamówiła pilotowy odcinek serialu, w którym główne role zagrają: Esther Povitsky i Benji Aflalo.
16 grudnia 2016 roku stacja zamówiła pierwszy sezon.
19 października 2017 roku stacja Freeform przedłużyła serial o drugi sezon.